# Punchline
Punchline é uma empresa japonesa que produz jogos eletrônicos. Ela foi formada pelo ex-empregado da Love-de-Lic, Yoshiro Kimura. A companhia atualmente tem aproximadamente 25 empregados. Kimura atualmente trabalha para a Marvelous Interactive, deixando o status atual da Punchline em dúvidas.

## Jogos
- Chulip - (2002, PlayStation 2)
- Rule of Rose - (2006, PlayStation 2)